# Gerrymandering

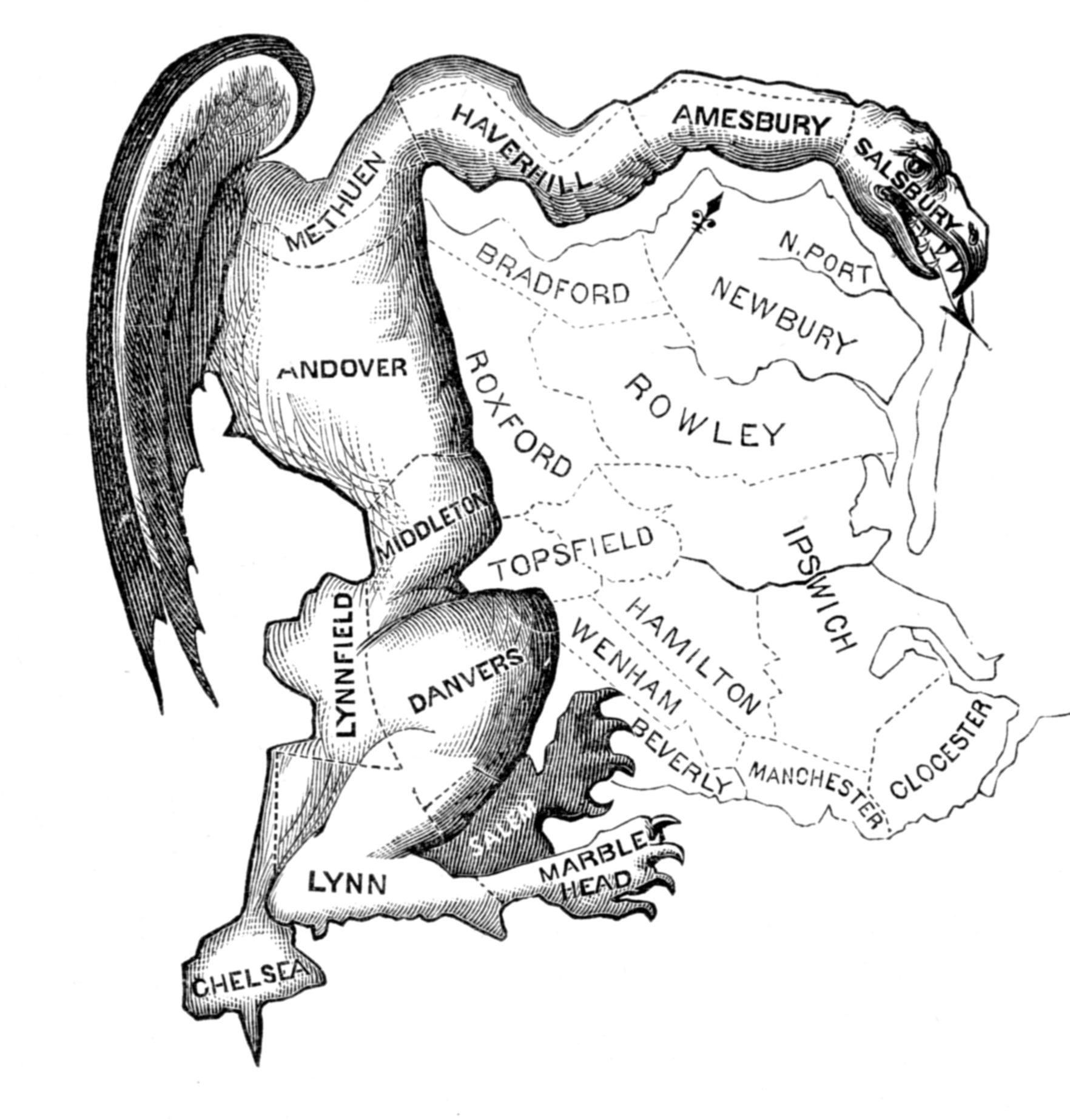
El origen del término está en esta caricatura política elaborada por Gilbert Stuart en 1812. El nombre de la caricatura es The Gerrymander, juego de palabras con el apellido del gobernador de Massachusetts, Gerry, y salamander (en inglés, salamandra), por la caprichosa forma del distrito electoral.

Gerrymandering es un término de ciencia política referido a una manipulación de las circunscripciones electorales de un territorio, uniéndolas, dividiéndolas o asociándolas, con el objeto de producir un efecto determinado sobre los resultados electorales. Puede ser usado para mejorar o empeorar los resultados de un determinado partido político o grupo étnico, lingüístico, religioso o de clase. Es, por tanto, una técnica destinada a quebrar la imparcialidad de un sistema electoral determinado. En términos técnicos, se trata de un caso de malapportionment: el porcentaje de escaños de un distrito no coincide con el porcentaje de población del mismo, lo que da lugar a que algunos distritos estén sobrerrepresentados y otros infrarrepresentados.
En su origen el término hace referencia a lo tortuoso de los distritos electorales que pueden llegar a producirse por este método, pero no es condición imprescindible para crear los efectos electorales deseados: se puede hacer también, por ejemplo, a través de atribuir mayor representación a distritos con menor población.

## Origen del término

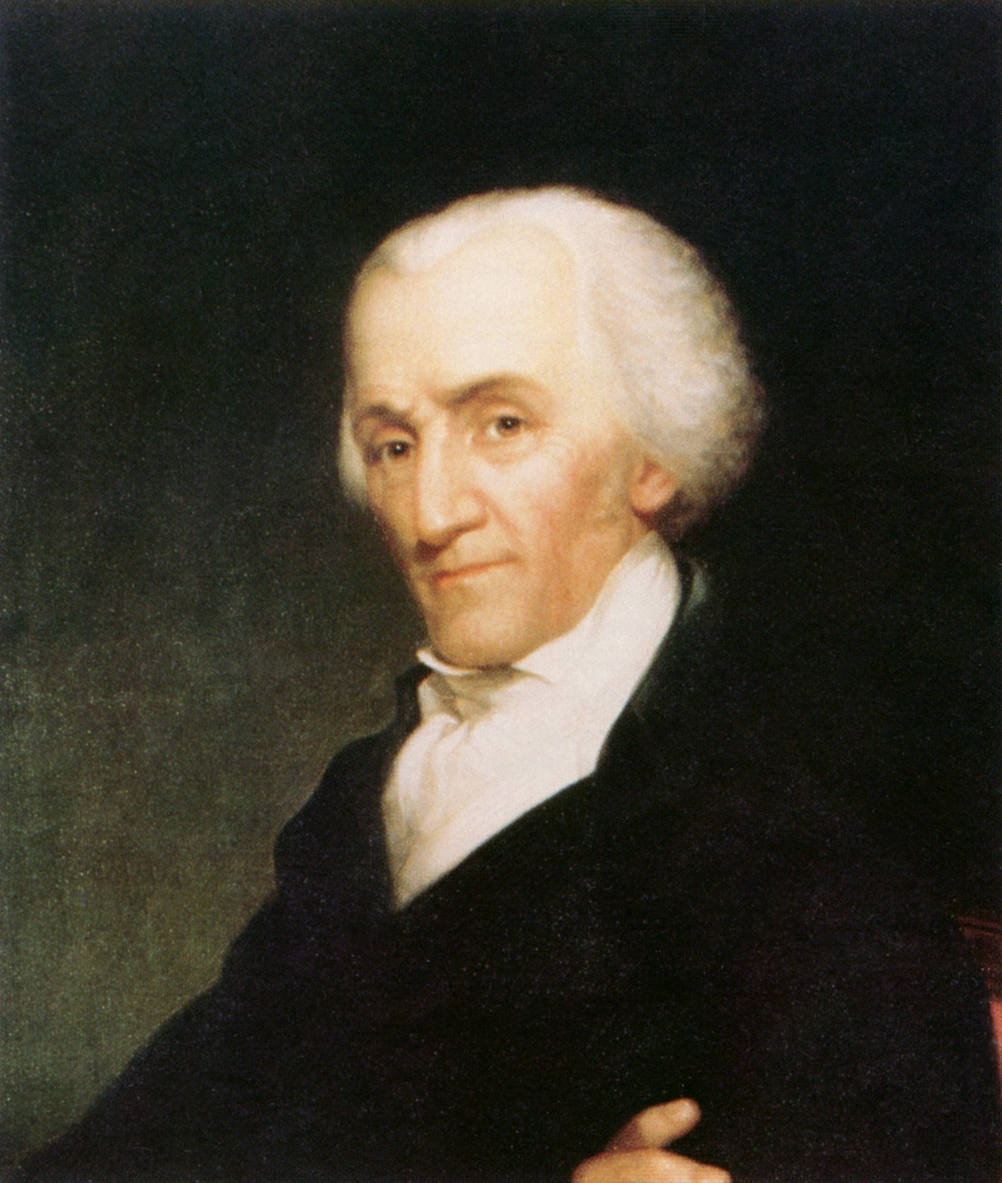
Elbridge Gerry (1744-1814).

El término es una invención periodística, proveniente en parte del apellido del gobernador del estado de Massachusetts (Estados Unidos) de principios del siglo XIX, Elbridge Gerry. Hacia 1812, Gerry, preocupado porque su partido, el Demócrata-Republicano no lograba la victoria en los distritos del norte y el oeste del estado, decidió unificar todos esos distritos en uno solo, que de ese modo obtendrían menos escaños en la legislatura.
Los periodistas que observaban el nuevo mapa electoral se percataron de que el distrito así creado tenía la forma de una salamandra (en inglés: salamander), a la que pusieron por nombre Gerry-mander, desconociéndose el autor concreto de la expresión. La caricatura que popularizó el término, de Gilbert Stuart, se publicó en el Boston Gazette en marzo de 1812, y representaba a un extraño animal con garras, alas y una cabeza que recuerda a la de un dragón. El término tuvo éxito, pasando a designar cualquier forma de manipulación de los distritos electorales con fines partidistas. Su institucionalización se completó con su inclusión en el Oxford English Dictionary en 1848.

## Tipos degerrymandering

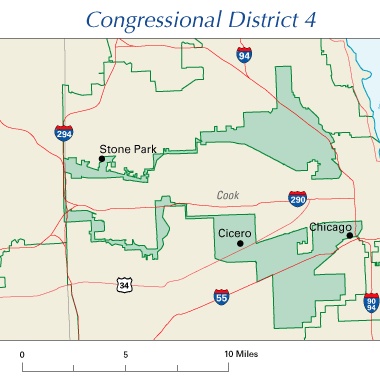
Un ejemplo de gerrymandering por «concentración reductiva»: el 4º distrito electoral del Estado de Illinois (EE. UU.), que agrupa dos áreas mayoritariamente pobladas por hispanos unidas por el estrecho trazado de una carretera.

Hay diversas políticas de diseño de circunscripciones electorales que pueden producir gerrymandering:
- Por concentración activa: trazando distritos electorales que concentren el electorado de un grupo disperso, para que en los límites de ese distrito obtenga la mayoría el grupo elegido.
- Por dispersión reductiva: dispersando el voto de un grupo en diferentes distritos electorales para evitar que obtenga mayoría en ninguno de ellos.
- Por concentración reductiva: reduciendo una mayoría de un grupo, que podría obtener la victoria en varios distritos, a uno solo, disminuyendo su representación total con respecto del resto de circunscripciones.
- Por dispersión activa: al contrario, sobrerrepresentado una mayoría determinada en un distrito a través de convertirlo en varios distritos que elijan un número mayor de representantes.

## Ejemplos históricos

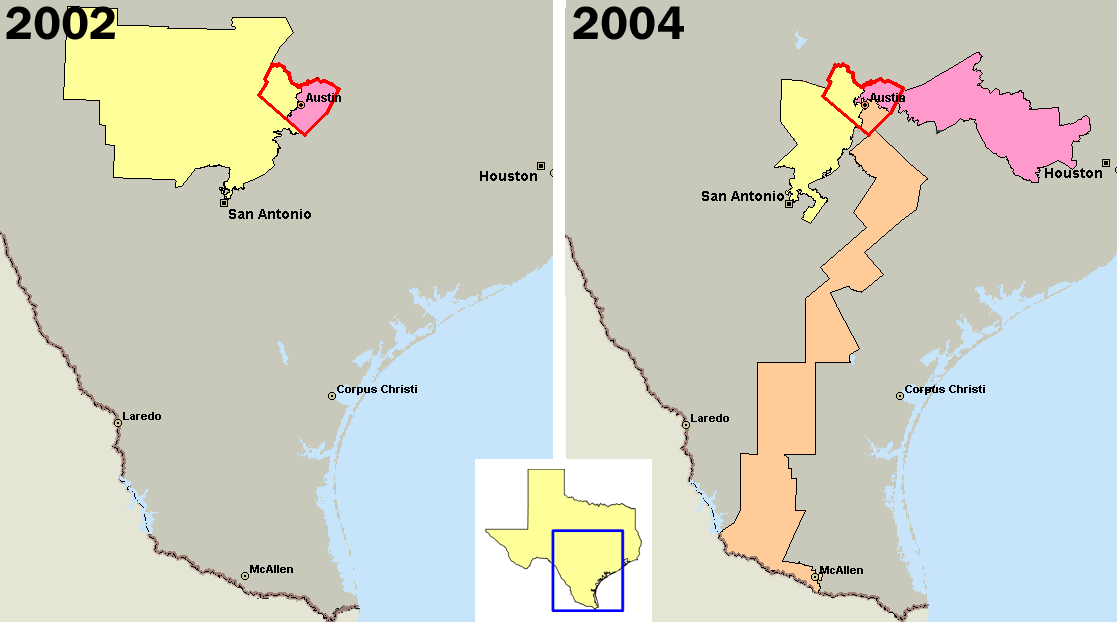
Distritos electorales del condado de Travis (Texas, Estados Unidos)

Mapa electoral de la provincia de Murcia durante la Restauración borbónica. La particular conformación de la circunscripción de Cartagena, dividida en tres territorios aislados geográficamente, ha sido señalada por Ruiz Abellán (1991) como un caso de gerrymandering con el que se buscaba neutralizar el voto de Cartagena y las áreas mineras mediante la adición de votos rurales, más susceptibles al control del establishment político.

Por influencia de esa primera utilización en Estados Unidos a principios del siglo XIX, la técnica se desplazó a Francia durante la Tercera República (con el nombre de charcutage, «descuartizamiento» en francés).
Durante los siglos XIX y XX, se han dado casos en un número considerable de países, que de modo puntual o continuado utilizaron esta técnica:
- Reino Unido: los distritos no fueron modificados desde la Revolución inglesa del siglo XVII hasta la gran reforma electoral de 1832. En ese tiempo, hubo casos de distritos que tenían pocos votantes, donde los poderosos controlaban las elecciones con facilidad. A ellos, se los denominó «burgos podridos». Por el otro lado, había sitios con muchos habitantes que no tenían distritos fijos. Con la reforma de 1832 se redujo ese abuso, además de ampliarse el cuerpo electoral, con personas que accedieron al derecho al voto.[7]

- Italia: la Ley Acerbo, en 1924, dividía a Italia en 16 distritos electorales, diagramados de forma tal de favorecer la preponderancia del fascismo en cada uno.[cita requerida]

- Europa del Este: en el proceso de democratización posterior a la caída del Muro de Berlín se han producido casos de gerrymandering en el diseño de sistemas electorales. Por ejemplo, en Polonia, República Checa[8] o Hungría[9]

- Venezuela: se ha acusado al partido oficialista PSUV de beneficiarse de la redistribución de circunscripciones establecida en la Ley de Procesos Electorales para las elecciones legislativas del 2010. En dichas elecciones, obtuvo el 48,13 % de los votos y 98 escaños. Los partidos de la oposición (MUD, con un 47,22 % y Patria Para Todos, con un 3,14 %) sumaron entre ambos 67 escaños.[10][11]

- Estados Unidos: en el país originario del término no ha dejado de practicarse el gerrymandering,[12] y muchos de los distritos electorales actuales provienen directamente de esta técnica. En 2006 el Tribunal Supremo Federal condenó al gobierno estatal de Texas a redibujar el Distrito 23, al haber apreciado que se buscaba diluir la fuerza del voto de origen latino en dicha circunscripción.[13] La utilización reiterada de esta técnica supone que, dado que los distritos son "dibujados" para favorecer al partido en el ejercicio del poder, en términos fácticos en las elecciones parlamentarias sólo se dispute un porcentaje muy pequeño de las actas (en algún caso se ha señalado el 8 %).[14]

- Irlanda del Norte: la técnica de gerrymandering tuvo un particular auge en el conflicto sectario que enfrentó a las comunidades unionista y nacionalista en dicho territorio del Reino Unido. Durante las protestas en favor de los derechos civiles, los nacionalistas irlandeses invocaban precisamente el lema "un hombre, un voto",[15] para significar que los votos de áreas nacionalistas, tales como Derry (la segunda ciudad de Irlanda del Norte), no valían lo mismo que los de los unionistas debido al diseño de las circunscripciones electorales, que otorgaban sistemáticamente mayorías en las instituciones a la minoría protestante.[16]

- Argentina: en 1902, durante el segundo mandato de Julio Argentino Roca a través del ministro Joaquín V. González impulsa una reforma electoral que implementa la circunscripción uninominal.[17] Otro caso fueron las circunscripciones chorizo ideadas por el gobierno de Juan Domingo Perón para las elecciones de 1951.[18][19][20][21]

- Brasil: el sistema de votación del distrito para elegir parlamentarios fue utilizado por Brasil durante el Imperio y la Antigua República. Muchos también afirman que entre los motivos de la absorción del estado de Guanabara por Río de Janeiro y la creación del estado de Mato Grosso do Sul (ambos sin consulta popular) en la segunda mitad de la década de 1970 fue la preocupación del entonces gobierno de Ernesto Geisel en para disminuir a nivel federal la ventaja electoral que tenía el MDB sobre el partido gubernamental

- Malasia: en 2018 se denunció la existencia de gerrymandering y delimitaciones de límites electorales a favor del partido gobernante de centro derecha, la Comisión de Derechos Humanos de Malasia y otras organizaciones denunciaron al gobierno por negligencias electorales, decisiones arbitrarias y falta de transparencia.[22][23]

- Sudáfrica: según Duverger,[24] en las elecciones de 1948, el Partido Unido, que había derrotado en número de votos al Partido Nacional, obtuvo menos escaños debido a que las jurisdicciones fueron especialmente diseñadas para favorecer a este último. A continuación, en las elecciones de 1953, se asignaron a todos los negros de la Provincia del Cabo —cuyos candidatos obtuvieron una amplia mayoría— solamente tres escaños, mucho menos que los asignados a blancos y mestizos (coloured); esta medida fue rechazada por los tribunales. Pero para las elecciones de 1958, el Partido Nacional logró quitar por completo los derechos electorales a los negros y mestizos.[25]

- Chile: para las elecciones de diputados, el país fue dividido en 60 distritos electorales, cada uno de los cuales elegiría a dos diputados mediante un sistema binominal (en que una lista sólo elegiría a sus dos candidatos si ésta doblaba en votos a la segunda lista más votada). La dictadura militar promulgó la ley 18.799[26] en 1989, ya conociendo los resultados del plebiscito de 1988, lo que dio lugar a acusaciones de que el gobierno había diseñado los distritos de modo tal que se impidiera que los candidatos de la Concertación hicieran "doblaje" y así asegurar que la derecha tuviese un candidato en cada distrito. Esta acusación era infundada, lo que quedó demostrado en cada elección efectuada posteriormente: en las elecciones parlamentarias de 1989, la Concertación capturó 69 de 120 escaños con el 51,5 % de los votos;[27] en las de 1993, 70 escaños con el 55,4 % de los votos;[28] en las de 1997, 69 escaños con el 50,5 % de los votos;[29] en las de 2001, 62 escaños con el 47,9 % de los votos,[30] etcétera. Quienes critican que sí hubo gerrymandering aducen que el hecho de que todos los distritos electorales eligieran un mismo número de diputados distorsiona la representatividad electoral. Distritos grandes como Puente Alto, Maipú o Florida, eligieron los mismos 2 diputados que pequeños distritos del sur, como en la Araucanía.[31]

- Hungría: bajo el gobierno derechista de Viktor Orbán se aprueba una nueva ley electoral principalmente debido a la introducción de escaños de compensación también para los ganadores individuales)que fue adoptada por la coalición gobernante en 2011, que establecía que los 199 miembros de la Asamblea Nacional serán elegidos por dos métodos; 106 serán elegidos en distritos electorales uninominales por primera mayoría, y los 93 restantes serán elegidos en un solo distrito electoral nacional por representación proporcional en listas de partidos.[32][33][34][35]

- España: durante la Restauración borbónica (1874-1931) fueron introducidos diseños de circunscripciones y distritos electorales que han sido descritos como casos de gerrymandering. Entre los ejemplos señalados desde la historiografía se cuentan la circunscripción de Cartagena y el distrito de Vitoria.[5][36]

## Affirmative gerrymandering
En Estados Unidos, en lo que se ha llamado affirmative gerrymandering (traducible como distorsión afirmativa), la Ley del Derecho al Voto ha permitido en el pasado al Gobierno dibujar anormales distritos con el exclusivo propósito de posibilitar mayorías negras, o de origen latino o asiático. Sin embargo, la manipulación del sistema electoral para proteger la representación de minorías raramente está libre de controversias.